# Concordia Schneeberg
Der FC Concordia Schneeberg ist ein deutscher Fußballverein aus Schneeberg (Erzgebirge) im Erzgebirgskreis. Heimstätte ist das Gottlieb-Heinrich-Dietz-Stadion. Der Club steht in der Tradition der BSG Wismut Schneeberg.

## Verein
Der FC Concordia Schneeberg wurde im Jahr 1909 unter der Bezeichnung Concordia Schneeberg gegründet. Der Verein spielte von 1912 bis 1914 in der Gauliga Erzgebirge, eine von damals zahlreichen erstklassigen Ligen des Verbandes Mitteldeutscher Ballspiel-Vereine. 1913/14 gewann der Verein die Gauliga und qualifizierte sich somit für die mitteldeutsche Fußballendrunde, in der Schneeberg nach einer deutlichen 0:14-Niederlage gegen den Chemnitzer BC jedoch bereits in der ersten Runde ausschied. Nach dem Ersten Weltkrieg trat der Verein nicht mehr überregional in Erscheinung.
1945 wurde der Verein aufgelöst und als SG Schneeberg neu gegründet. In der Folgezeit vollzog die lose Sportgruppe mit dem Einstieg der Sportvereinigung Wismut sowie der ortsansässigen SDAG Wismut eine erneute Umbenennung in Wismut Schneeberg.
Auf sportlicher Ebene war Wismut Schneeberg vorerst im Bezirksklassenbereich vertreten, stieg in der Saison 1961/62 gemeinsam mit Einheit Mittweida erstmals in die damals viertklassige Bezirksliga Karl-Marx-Stadt auf. Die höchste Spielklasse des Bezirkes hielt die Wismut lediglich drei Spielzeiten, eine realistische Chance zum Aufstieg zur II. DDR-Liga bestand nicht. Bereits 1964 erfolgte mit der TSG Rodewisch der Wiederabstieg.
In der Spielzeit 1956 nahmen die Erzgebirger auch erstmals am FDGB-Pokal teil. Nach Siegen über Motor Sonneberg und Motor Neustadt (Orla) unterlag Wismut Schneeberg in der zweiten Hauptrunde dem SC Empor Rostock mit 0:6. 1959 scheiterten die Sachsen bereits in der Qualifikation an Motor Sonneberg.
In der Folgezeit agierte die BSG ausnahmslos in der Bedeutungslosigkeit des DDR-Fußballs, nach der Wende spielte Schneeberg in den Jahren 2001 bis 2004 für drei Spielzeiten in der Landesliga Sachsen. Derzeitige Spielklasse des 1991 in Concordia Schneeberg zurückbenannten Vereins ist die Landesklasse West.

## Statistik
- Teilnahme FDGB-Pokal: 1956 (2. HR)
- Teilnahme Bezirksliga Karl-Marx-Stadt: 1961/62 bis 1963/64

## Personen
- Udo Fankhänel
- Enrico Kern
- Thomas Pfüller